# 沙瓦 (芒什省)
沙瓦（法語：Chavoy，法語發音：[ʃavwa]）是法国芒什省的一个市镇，属于阿夫朗什区。

## 地理
沙瓦（48°43'38"N, 1°20'1"W）面积3.7 平方千米，位于法国诺曼底大区芒什省，该省份为法国西北部沿海省份，西、北、东北三面环大西洋，东起顺时针与卡爾瓦多斯省、奧恩省、马耶讷省和伊勒-维莱讷省接壤。
与沙瓦接壤的市镇（或旧市镇、城区）包括：勒吕奥、蓬村、圣让德拉艾兹、勒帕尔克。

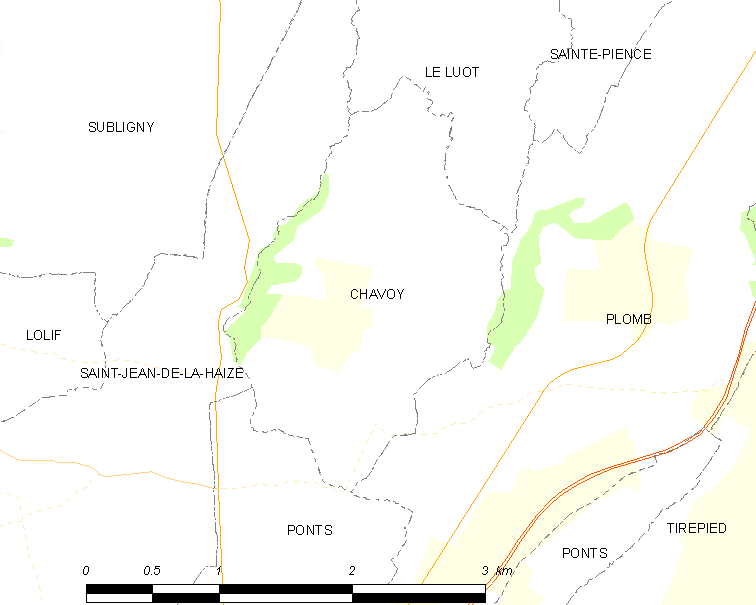
的OSM定位图

沙瓦的时区为UTC+01:00、UTC+02:00（夏令时）。

## 行政
沙瓦的邮政编码为50870，INSEE市镇编码为50126。

## 政治
沙瓦所属的省级选区为阿夫朗什县。

## 人口

1962-2008年间人口变化图示

沙瓦于2022年1月1日时的人口数量为130人。